# Yurmarinita
La yurmarinita és un mineral de la classe dels arsenats. Rep el seu nom en honor del mineralogista i petròleg rus, especialista en estudis de jaciments minerals, el professor Yuriy B. Marin (1939).

## Característiques
La yurmarinita és un arsenat de fórmula química Na₇(Fe3+,Mg,Cu)₄(AsO₄)₆. Cristal·litza en el sistema trigonal. Es troba en forma de cristalls equants ben formats, de fins a 0,3 mm de grandària. La seva duresa a l'escala de Mohs és 4,5.

## Formació i jaciments
Va ser descoberta a la fumarola Arsenàtnaia, a l'erupció de la Gran Fissura del volcà Tolbàtxik, que es troba a l'óblast de Kamtxatka (Districte Federal de l'Extrem Orient, Rússia), l'únic indret on ha estat trobada. Sol trobar-se en sublimats volcànics associada a altres minerals com: hatertita, bradaczekita, johil·lerita, hematites, tenorita, tilasita i aftitalita.